# Ludovic Giuly
Ludovic Vincent Giuly (Lyon, Francia, 10 de julio de 1976) es un exfutbolista francés. Jugaba como extremo derecho. Su último equipo fue el Monts d'Or Azergues Foot.

## Trayectoria
Destacado jugador del AS Monaco, con el que fue subcampeón de la Liga de Campeones 2003-04, y campeón con el F.C. Barcelona, con el que ha ganado la Liga española de fútbol 2004-05, la 2005-06 y la Liga de Campeones 2005-06. Extremo derecho de gran rapidez y habilidad en el desmarque y en el regate, pese a su pequeña estatura (1,64 metros de altura y 64 kg de peso).
Se inició como futbolista profesional en el equipo de su ciudad natal, el Olympique Lyonnais, de la mano del mítico futbolista francés Jean Tigana, que le dio la oportunidad de debutar en la primera división francesa con 18 años. Debutó en la Ligue 1 el 21 de enero de 1995 en el partido Olympique 3:1 Cannes. En el Olympique permaneció cuatro temporadas.
En 1997 fichó por el AS Monaco, al que había ido como entrenador Jean Tigana. En el equipo del Principado se consolidó definitivamente como uno de los mejores jugadores de Francia. Con este equipo conquistó una Liga y una Copa de la Liga. Además quedó subcampeón de la Liga de Campeones en la temporada 03-04, perdiendo la final ante el FC Porto, en la cual tuvo que retirarse antes de tiempo al lesionarse en la primera parte.
En junio de 2004 fichó por el F.C. Barcelona entrenado por Frank Rijkaard. Debutó en la Primera división española el 29 de agosto de 2004 en el partido Racing de Santander 0:2 F.C. Barcelona, en el que Giuly marcó el primer gol de su equipo. Fue titular desde el principio y, aunque tuvo una lesión que bajó su rendimiento a mitad de temporada, acabó siendo uno de los jugadores fundamentales en la consecución del título de campeón de la Liga española de fútbol de la temporada 2004-2005. Además, Giuly, superó los 10 goles que prometió que marcaría al principio de temporada. Marcó un total de once tantos.
En la temporada 2005-2006 fue el héroe de las semifinales de la Liga de Campeones de la UEFA, cuando en el partido de ida disputado en San Siro contra el Milan marcó el único y decisivo gol de la elimitatoria, clasificando al Barcelona para la gran final. En la final disputada contra el Arsenal, el Barça se proclamó campeón y Giuly por fin lograba proclamarse vencedor de una final de Champions, después de no haberlo conseguido con el Mónaco. En dicha final, Giuly marcó un gol que no subió al marcador debido a un error del árbitro, que no concedió la ley de la ventaja en una falta del portero del Arsenal FC. Semanas más tarde también conseguiría la segunda liga consecutiva para el equipo catalán.
Los medios de comunicación españoles coincidieron en señalar a Giuly como el primer jugador francés que triunfaba en la historia del F.C. Barcelona. Sin embargo, luego de hacer buenas actuaciones en el club catalán, se le vinculó con clubes de la talla del Celtic F. C., el Newcastle United y el Tottenham. La AS Roma también se interesa en él y, después de unas negociaciones con el F.C. Barcelona, el club azulgrana acepta una oferta por 4 millones el 17 de julio de 2007, pasando a ser nuevo jugador de la AS Roma.
Tras una temporada en el club romanista, donde acabó ganando una Supercopa de Italia, y la Copa de ese país, en 2008 pasa a formar parte del Paris Saint-Germain, al cual se compromete por tres temporadas.
En agosto del 2011, Giuly vuelve al AS Mónaco en una nueva etapa con el objetivo de ascender al equipo del principado a la Ligue 1, categoría que perdieron la temporada anterior. Después de no lograr el objetivo, en julio de 2012 abandona la entidad y ficha por el Lorient.

## Selección nacional
Ha sido internacional con la selección de fútbol de Francia en 17 ocasiones. Su debut como internacional se produjo el 29 de marzo de 2000 en el partido Francia 2:0 Escocia. Desde 2002, con Jacques Santini como seleccionador, ha sido habitual con la selección. Sin embargo no pudo participar en la Eurocopa de fútbol 2004, en Portugal, a causa de una lesión en los abductores.
Con su selección se proclamó campeón de la Copa FIFA Confederaciones 2003.
Pese a que participó en el proceso clasificatorio de su selección para el Mundial de Alemania 2006, donde marcó dos goles, no fue escogido por Raymond Domenech para disputar el mundial en tierras germanas, por algunas diferencias con el técnico. Luego reemplazado por Franck Ribéry. Debido a esta situación, no volvió a vestir la camiseta bleu.

### Participaciones en Copa Confederaciones
| Copa                      | Sede    | Resultado | Partidos | Goles |
| ------------------------- | ------- | --------- | -------- | ----- |
| Copa Confederaciones 2003 | Francia | Campeón   | 3        | 1     |

## Estadísticas

### Clubes
| Club | Div.          | Temporada     | Liga  | Liga  | Copas nacionales(1) | Copas nacionales(1) | Copa de la Liga | Copa de la Liga | Torneos internacionales(2) | Torneos internacionales(2) | Otros(3) | Otros(3) | Total | Total |
| Club | Div.          | Temporada     | Part. | Goles | Part.               | Goles               | Part.           | Goles           | Part.                      | Goles                      | Part.    | Goles    | Part. | Goles |
| --- | ------------- | ------------- | ----- | ----- | ------------------- | ------------------- | --------------- | --------------- | -------------------------- | -------------------------- | -------- | -------- | ----- | ----- |
| Olympique de Lyon Francia | 1.ª           | 1994-95       | 8     | 0     | 1                   | 1                   | 2               | 0               | —                          | —                          | —        | —        | 11    | 1     |
| Olympique de Lyon Francia | 1.ª           | 1995-96       | 36    | 4     | 1                   | 0                   | 5               | 3               | 6                          | 1                          | —        | —        | 48    | 8     |
| Olympique de Lyon Francia | 1.ª           | 1996-97       | 37    | 16    | 2                   | 0                   | 2               | 1               | —                          | —                          | —        | —        | 41    | 17    |
| Olympique de Lyon Francia | 1.ª           | 1997-98       | 19    | 1     | 0                   | 0                   | 1               | 0               | 11                         | 5                          | —        | —        | 31    | 6     |
| Olympique de Lyon Francia | Total club    | Total club    | 100   | 21    | 4                   | 1                   | 10              | 4               | 17                         | 6                          | —        | —        | 131   | 32    |
| A. S. Monaco F. C. Francia | 1.ª           | 1997-98       | 12    | 1     | 4                   | 0                   | 0               | 0               | 0                          | 0                          | 0        | 0        | 16    | 1     |
| A. S. Monaco F. C. Francia | 1.ª           | 1998-99       | 32    | 8     | 1                   | 0                   | 1               | 0               | 6                          | 2                          | —        | —        | 40    | 10    |
| A. S. Monaco F. C. Francia | 1.ª           | 1999-00       | 33    | 5     | 5                   | 1                   | 2               | 1               | 7                          | 2                          | —        | —        | 47    | 9     |
| A. S. Monaco F. C. Francia | 1.ª           | 2000-01       | 30    | 7     | 1                   | 0                   | 4               | 0               | 6                          | 0                          | 1        | 0        | 42    | 7     |
| A. S. Monaco F. C. Francia | 1.ª           | 2001-02       | 11    | 2     | 0                   | 0                   | 0               | 0               | —                          | —                          | —        | —        | 11    | 2     |
| A. S. Monaco F. C. Francia | 1.ª           | 2002-03       | 36    | 11    | 1                   | 0                   | 4               | 3               | —                          | —                          | —        | —        | 41    | 14    |
| A. S. Monaco F. C. Francia | 1.ª           | 2003-04       | 30    | 13    | 2                   | 1                   | 0               | 0               | 10                         | 4                          | —        | —        | 42    | 18    |
| A. S. Monaco F. C. Francia | Total club    | Total club    | 184   | 47    | 14                  | 2                   | 11              | 4               | 29                         | 8                          | 1        | 0        | 239   | 61    |
| F. C. Barcelona · España | 1.ª           | 2004-05       | 29    | 11    | 1                   | 0                   | —               | —               | 6                          | 1                          | —        | —        | 36    | 12    |
| F. C. Barcelona · España | 1.ª           | 2005-06       | 29    | 5     | 3                   | 1                   | —               | —               | 8                          | 1                          | 2        | 1        | 42    | 8     |
| F. C. Barcelona · España | 1.ª           | 2006-07       | 27    | 3     | 7                   | 0                   | —               | —               | 8                          | 2                          | 4        | 1        | 46    | 6     |
| F. C. Barcelona · España | Total club    | Total club    | 85    | 19    | 11                  | 1                   | —               | —               | 22                         | 4                          | 6        | 2        | 124   | 26    |
| A. S. Roma · Italia | 1.ª           | 2007-08       | 32    | 6     | 6                   | 1                   | —               | —               | 9                          | 1                          | 1        | 0        | 48    | 8     |
| Paris Saint-Germain F. C. Francia | 1.ª           | 2008-09       | 34    | 9     | 3                   | 0                   | 1               | 0               | 4                          | 0                          | —        | —        | 42    | 9     |
| Paris Saint-Germain F. C. Francia | 1.ª           | 2009-10       | 31    | 3     | 6                   | 1                   | 1               | 0               | —                          | —                          | —        | —        | 38    | 4     |
| Paris Saint-Germain F. C. Francia | 1.ª           | 2010-11       | 35    | 4     | 2                   | 0                   | 2               | 1               | 5                          | 1                          | 1        | 0        | 45    | 6     |
| Paris Saint-Germain F. C. Francia | Total club    | Total club    | 100   | 16    | 11                  | 1                   | 4               | 1               | 9                          | 1                          | 1        | 0        | 125   | 19    |
| A. S. Monaco F. C. Francia | 2.ª           | 2011-12       | 27    | 3     | 2                   | 2                   | 0               | 0               | —                          | —                          | —        | —        | 29    | 5     |
| F. C. Lorient Francia | 1.ª           | 2012-13       | 17    | 1     | 2                   | 1                   | 1               | 0               | —                          | —                          | —        | —        | 20    | 2     |
| Monts d'Or Azergues Foot Francia | 4.ª           | 2013-14       | 17    | 4     | 2                   | 1                   | —               | —               | —                          | —                          | —        | —        | 19    | 5     |
| Monts d'Or Azergues Foot Francia | 4.ª           | 2014-15       | 19    | 11    | 1                   | 2                   | —               | —               | —                          | —                          | —        | —        | 20    | 13    |
| Monts d'Or Azergues Foot Francia | Total club    | Total club    | 36    | 15    | 3                   | 3                   | —               | —               | —                          | —                          | —        | —        | 39    | 18    |
| Total carrera | Total carrera | Total carrera | 581   | 128   | 53                  | 12                  | 26              | 9               | 86                         | 20                         | 9        | 2        | 755   | 171   |
| (1) Incluye datos de la Copa de Francia (1994-2015), Copa del Rey (2004-07) y Copa Italia (2007-08). (2) Incluye datos de la Copa de la UEFA (1995-2009), Copa Intertoto de la UEFA (1997), Liga de Campeones de la UEFA (2000-08) y Liga Europa de la UEFA (2010-11). (3) Incluye datos de la Supercopa de Francia (2000-10), Supercopa de España (2005-06), Supercopa de Europa (2006), Copa Mundial de Clubes de la FIFA (2006) y Supercopa de Italia (2007). |               |               |       |       |                     |                     |                 |                 |                            |                            |          |          |       |       |

## Palmarés

### Campeonatos nacionales
| Título               | Club                      | País    | Año  |
| -------------------- | ------------------------- | ------- | ---- |
| Division 1           | A. S. Monaco F. C.        | Francia | 2000 |
| Supercopa de Francia | A. S. Monaco F. C.        | Francia | 2000 |
| Copa de la Liga      | A. S. Monaco F. C.        | Francia | 2003 |
| Campeonato de Liga   | F. C. Barcelona           | España  | 2005 |
| Supercopa de España  | F. C. Barcelona           | España  | 2005 |
| Campeonato de Liga   | F. C. Barcelona           | España  | 2006 |
| Supercopa de España  | F. C. Barcelona           | España  | 2006 |
| Supercopa de Italia  | A. S. Roma                | Italia  | 2007 |
| Copa Italia          | A. S. Roma                | Italia  | 2008 |
| Copa de Francia      | Paris Saint-Germain F. C. | Francia | 2010 |

### Campeonatos internacionales
| Título               | Club                 | Sede    | Año  |
| -------------------- | -------------------- | ------- | ---- |
| Copa Intertoto       | Olympique de Lyon    | Lyon    | 1997 |
| Copa Confederaciones | Selección de Francia | Francia | 2003 |
| Liga de Campeones    | F. C. Barcelona      | París   | 2006 |

### Distinciones individuales
| Distinción                    | Año                |
| ----------------------------- | ------------------ |
| Etoile d'Or                   | 2003               |
| Equipo del año de la Ligue 1  | 2003               |
| Jugador del mes de la Ligue 1 | Septiembre de 2003 |
| Jugador del mes de la Ligue 1 | Noviembre de 2003  |
| Equipo del año de la Ligue 1  | 2004               |
| ESM Equipo del Año            | 2004               |